# Província Oriental (Ruanda)
A Província do Este é uma das 5 províncias (intara) de Ruanda. A sua capital é a cidade de Rwamagana, capital do país. 

## Distritos
A província está dividida em 7 distritos (akarere):
|  | 1. Bugesera 2. Gatsibo 3. Kayonza 4. Kirehe 5. Ngoma 6. Nyagatare 7. Rwamagana |